# لانگ پوینت (تگزاس)
لانگ پوینت (به انگلیسی: Long Point) یک منطقهٔ مسکونی در ایالات متحده آمریکا است که در شهرستان فورت بند، تگزاس واقع شده‌است. لانگ پوینت  ۲۳ متر بالاتر از سطح دریا واقع شده‌است.